# 蹇々録
『蹇々録』（けんけんろく、蹇蹇録）は、明治時代の外務大臣陸奥宗光が執筆した外交記録。1895年（明治28年）成立、1929年（昭和4年）刊。
陸奥の晩年の1892年（明治25年）以降に執筆されたが、外務省の機密文書を引用しているため長く非公開とされ、1929年（昭和4年）に初めて公刊された。明治外交史上の第一級史料である。

## 内容
1894年（明治27年）に朝鮮で起きた甲午農民戦争（東学党の乱）から、1895年（明治28年）の三国干渉までの陸奥宗光自身の外交の経験・苦労・感想が書かれている。
たとえば、1894年（明治27年）の日清戦争開戦の動機については、内村鑑三は当初、中国の不当な朝鮮支配を打破するための義戦であると唱え、日本の世論もだいたいにおいてこれに一致していたが、『蹇々録』にははっきりと日本の国益のための戦争であって義侠の精神はまったくないと書かれている。
日朝関係については三期に分けて記述されている。日清戦争までの第一期、井上馨による韓国の改革のいきさつを記す第二期とし、第三期として「日清講和条約」の締結に至るまでの経緯が詳述されている。
三国干渉について記した「畢竟我に在ては其進むべき地に進み其止まらざるを得ざる所に止まりたるものなり。余は何人を以て此局に当らしむるも亦決して他策なかりしを信ぜむと欲す」という文章が知られる。
第二次大戦後に沖縄返還交渉の密使を務めた若泉敬が、交渉の内幕を明かした著書『他策ナカリシヲ信ゼムト欲ス』（文藝春秋）は、上記結語に由来する。
また親族の外交官・評論家岡崎久彦晩年の著書に『明治の外交力　陸奥宗光の『蹇蹇録』に学ぶ』（海竜社、2011年）がある。